# Brandy et M. Moustache
Brandy et Monsieur Moustache (Brandy & Mr. Whiskers) est une série télévisée d'animation américaine créée par Russell Marcus. Elle est initialement diffusée du 21 août 2004 au 26 août 2006 sur Disney Channel aux États-Unis, et recense un total de 39 (réparties en 77 segments) épisodes de 11 minutes.
En France, la série est d'abord diffusée sur Disney Channel, et par la suite sur Toon Disney, L'émission est diffusée pour la dernière fois à la fin de 2007. Sur Common Sense Media, la série est accueillie de deux étoiles sur cinq.

## Synopsis
Cette série met en scène l'histoire d'une chienne snobinarde et d'un lapin hyperactif, tous deux, bloqués dans la forêt amazonienne. Lors d'un voyage en avion, Brandy et monsieur Moustache se rencontrent par hasard dans la soute à bagages. Alors qu'ils discutaient, Moustache ouvre accidentellement la soute et chutent tous les deux depuis l'avion se retrouvant perdus dans une jungle sombre et hostile. Au fur et à mesure des épisodes, les deux compères se lient d'amitié pour les habitants de cette jungle et s'habituent très rapidement à son mode de vie.
Ils construisent leur nouvel habitat (une cabane en haut d'un arbre) composé de débris tombés de l'avion. La première saison relate Brandy essayant de retourner chez elle, en Floride à maintes reprises. Pour le moment, elle et Moustache font connaissance avec les animaux. Brandy essaie a plusieurs reprises de transformer cette jungle en plus moderne avec la mode, l'hygiène et autre. M. Moustache, quant à lui, préfère inventer des choses farfelues, mais celles-ci causent souvent désordre dans la jungle. Brandy et M. Moustache se sont adaptés à la vie de la forêt Amazonienne. Ils ont redécoré leur cabane pour y donner un aspect plus « habitable », papier peint avec des fleurs et une salle de bains. Les animaux, eux, sont devenus anthropomorphes depuis les nombreuses transformations qui ont été effectuées dans la forêt. Brandy et Moustache ont découvert un marché dans le premier épisode de la deuxième saison. Cette adaptation a fait que Brandy ne désirait plus revenir en Floride.

## Production
La première saison est apparue en 2003 et s'est achevée en 2004. Les 21 premiers épisodes ont été diffusés en 2005 aux États-Unis. La deuxième saison a débuté en 2004 mais s'est achevée en 2006, car l'audience chutait durant la diffusion de la série. La plupart des gens croient que ce dessin animé est une parodie du film À la dérive avec Madonna,, élu pire film de l'année 2002. Brandy et M. Moustache s'est achevée sur un épisode d'adieu annonçant la fin de la série. Les dessins-animés de Ren et Stimpy et Les Castors allumés ont connu une fin similaire. Le générique de début est composé par Lou Bega, qui a également composé Mambo No. 5. Les paroles sont composées par Randy Petersen, Kevin Quinn, et Tim Heintz.

## Personnages

### Personnages principaux
- Brandy Harrington des Harringtons de Floride est une chienne anthropomorphe âgée de 6 ans (âge chien) avec une attitude snobinarde et égocentrique. Elle a une couleur à peu près beige foncé et elle a les yeux bleus. Elle porte un jeans rouge et des sandales mauves à semelles compensées. Pendant son vol cinq étoiles vers la Floride, Brandy croise malencontreusement M. Moustache et font, tous deux, une chute depuis l'avion pour atterrir dans la forêt Amazonienne. Elle déteste M. Moustache mais ressent, au fond d'elle, une profonde affection pour lui. En attendant les secours, Brandy est coincée, avec M. Moustache, dans la forêt. Elle a souvent des idées ridicules comme moderniser la forêt avec des moyens technologiques avancés comme les magasins.
- M. Moustache est un lapin âgé de 7 ans. Il porte une combinaison orange. C'est un lapin malodorant, impoli, hyperactif mais surtout débile. Il possède parfois une attitude égoïste. Avant de rencontrer Brandy, il était enfermé dans un sac sur le chemin pour le Paraguay où il allait être vendu pour seulement 39 centimes, il a ensuite fait l'erreur d'ouvrir la soute à bagages, ce qui fait que lui et Brandy se sont retrouvés dans la forêt. Il considère Brandy comme sa meilleure amie mais l'agace réellement, ce qui provoque parfois beaucoup de conflits. Il passe aussi son temps avec son autre ami : Ed. Dans la série, certains personnages tels que Brandy l'appellent simplement « Moustache » dans le dernier épisode il est révélé que Moustache ressent une affection amoureuse pour Brandy ce qui semble être le cas pour cette dernière qui l'embrasse.
- Cheryl et Meryl sont deux adorables jumelles toucans. Elles sont rarement d'accord entre elles et se prennent souvent le bec après l'échec des plans farfelus concoctés par Brandy et Mr. Moustache.
- Lola Boa est, comme son nom l'indique un boa ou, plus exactement, un boa constrictor. Elle est souvent la voix de la raison concernant Brandy et ses idées. Même si Lola propose certaines de ses idées, Brandy pense secrètement que les idées d'un animal qui ingurgite des petits rongeurs encore vivants sont peu élégants. L'ironie de la série fait que Lola, en tant que serpent, n'a ni bras ni jambes.
- Ed est une loutre. Il accompagne souvent M. moustache dans ses plans. Il a une manière habile de s'exprimer. Il connait la forêt amazonienne comme sa poche et possède aussi une bonne connaissance. il est aussi souvent ravi d'aider M. Moustache au moment où il a besoin de lui. Parfois, Ed a de bonnes idées, mais celles-ci plongent, lui et M. Moustache, dans de drôles de situations.
- Margo est un cricket. La première fois qu'elle a vu Brandy, Margo lui a, tout de suite, indiqué la direction à prendre pour rejoindre la civilisation la plus proche. Margo est peu présente dans la série et juge parfois les idées de Brandy déplaisantes.
- Gaspar Le Gecko est le « dictateur » de la jungle. Il est, quelque part, le chef des animaux. Il est obsédé par le fait de manger M. moustache et s'en donne parfois l'occasion au fur et à mesure des épisodes. Il est aussi l'un des seuls animaux étant capable d'aider Brandy à retrouver la civilisation mais, depuis que Brandy a refusé son offre dans le premier épisode, Gaspar ne lui a plus jamais proposé de l'aider à retourner chez elle. Il éprouve une bonne entente avec Brandy et M. Moustache seulement quand ça l'arrange. Un côté peu orthodoxe de ce personnage montre aussi qu'il aime la danse classique et les petites poupées. Gaspar est souvent entouré de ses sbires primates.

### Personnages secondaires
- Le cerveau de Moustache : il porte un chapeau melon et quitte souvent la tête de son propriétaire. Il parle avec un petit accent juif, mais celui-ci ne s'entend pas dans la version française.
- Tiffany Turlington : elle n'apparaît que dans un épisode. Elle a une apparence similaire à celle de Brandy et partagent toutes les deux les mêmes intérêts. Elle a les mêmes oreilles que celles de brandy mais en marron. Elle a les yeux verts, elle porte un t-shirt bleu et un pantalon noir. Elle déteste Moustache et partage la même opinion que Brandy sur lui. Elle se dit plus riche que Brandy et d'avoir visité plus de pays qu'elle. Il paraît aussi qu'elle vient du Texas
- Isabelle est un lézard géant. Moustache était tombé amoureux d'elle dans un épisode, il tentait d'attirer son attention en agissant comme un rappeur, un chanteur et un gangster. Elle a peu d'humour et vit chez ses parents. Isabelle, le détestant, l'a avalé. Il trouva ensuite l'amour autre part.
- Gina est un coati orange avec lequel Moustache est tombé amoureux juste après avoir été avalé par Isabelle. Gina n'est apparue que dans un épisode et n'a plus jamais été revue depuis.
- Tito

Tito est un petit singe qui enseigne la samba. Il était autrefois le petit copain de Brandy, mais ils ont rompu parce que Tito était sorti avec une autre.
- Poncho est un petit marcassin que Brandy et Moustache ont recueilli pensant que celui-ci était perdu. Moustache était réticent face à Poncho car il ne supportait pas son attitude pleurnicharde mais, au fur et à mesure de l'épisode, Moustache se lie d'amitié pour lui car il imite tous ses gestes de lapin impoli et hyperactif. Poncho n'apparaît que dans un épisode.
- Dr Phyllis est une femelle dugong psychologue qui aide les autres animaux à trouver des solutions à leurs problèmes. Dans un épisode, elle apparaît pour aider le conflit qui oppose Brandy à Moustache; elle leur propose donc de s'imiter l'un et l'autre (Moustache en Brandy et Brandy en Moustache). À la fin de cet épisode, Brandy comprend qu'être Moustache n'est pas toujours facile. Le nom de Dr Phyllis est basé sur une parodie du Dr Phil.

## Épisodes
La série Brandy et M. Moustache est initialement diffusée du 21 août 2004 au 25 août 2006 sur Disney Channel aux États-Unis. En France, la série est d'abord diffusée sur Disney Channel, puis sur Toon Disney en 2007.
Un épisode inédit est réalisé ; il s'agit d'un épisode de Noël où Brandy et Moustache rencontrent le Père Noël en personne. L'histoire se déroule dans la jungle lorsque Brandy apprend, par le Père Noël, qu'elle a toujours été odieuse avec Moustache et qu'elle n'aura comme cadeau qu'un morceau de charbon. Furieuse, Brandy jeta le morceau de charbon sur le renne principal du père Noël. Gênée, elle décida de prendre la place du père Noël et de distribuer, avec Moustache et ses amis, les cadeaux dans le monde entier. La fin de l'épisode ramène Brandy chez elle, en Floride, où elle décida de ne pas rester et de revenir dans la jungle. L'épisode bonus concerne la danse de M. Moustache. Un autre épisode a été consacré à la réalisation et aux dessins des personnages de la série.

## Distribution

### Voix originales
- Kaley Cuoco : Brandy
- Charlie Adler : M. Moustache
- Alanna Ubach : Lola Boa
- Sherri Shepherd : Cheryl et Meryl
- Tom Kenny : Ed et un des deux singes
- Jeff Bennett : un des deux singes
- André Sogliuzzo : Gaspard le lézard, M. Sloth
- Jennifer Hale : Margo
- Dee Bradley Baker : Harold
- Kath Soucie, Grey DeLisle : Gabriella
- Tara Strong : la lémurienne
- Bob Rubin : Lester

### Voix françaises
- Aurélia Bruno : Brandy
- Laurent Morteau : M. Moustache
- Brigitte Virtudes : Lola Boa
- Denis Boileau : Gaspard le lézard
- Dolly Vanden : la psy, voix d'enfants